# 旅 (1959年の映画)
旅（たび、原題：The Journey）は、1959年に公開されたアメリカ合衆国のドラマ映画。監督はアナトール・リトヴァク。主演はユル・ブリンナー、デボラ・カー。メトロカラーで撮影された。

## 概要
主演の二人が『王様と私』に続いて2度目の共演を果たした作品。
本作は子役時代のロン・ハワードがロニー・ハワード名義で出演しており、彼の名前がクレジットされた初めての映画。
また、ジェイソン・ロバーズは本作で長編劇映画初出演、アヌーク・エーメは本作でアメリカ映画初出演となった。

## あらすじ
舞台は1956年。ハンガリー動乱によりブダペスト空港では民間機が飛び立てない状況が続いていた。立ち往生してしまった客たちは空港からの立ち退きを命じられ、バスでウィーンへ向かうことになる。
バスの後部座席には病弱な男のフレミングが、前席にはアシュモア夫人が座っており、二人は一見夫婦のようだが何か秘密を抱えているようだった。
バスがオーストリアとの国境に近い湖畔の町に差し掛かった頃、乗客たちは地元のソ連軍司令官スロフ少佐によってバスから降ろされ、尋問とパスポートの没収の後、町のホテルに泊まるよう命じられてしまい、またしても足止めを食らう羽目になる。
そんな中、スロフ少佐はアシュモア夫人を見初めてしまう。

## キャスト
- ダイアナ・アシュモア：デボラ・カー（水城蘭子）
- スロフ少佐：ユル・ブリンナー（小林清志）
- ヘンリー・フレミング/ポール・ケデス：ジェイソン・ロバーズ（仁内達之）
- ヒュー・デヴェリル：ロバート・モーリー（藤本譲）
- ハロルド・ラインランダー：E・G・マーシャル（石井敏郎）
- マージー・ラインランダー：アン・ジャクソン（秋元千賀子）
- ビリー・ラインランダー：ロニー・ハワード
- チェペゲ：クルト・カズナー
- サイモン・アヴロン：デヴィッド・コゾフ
- テクレル・ハフーリ：ジェラール・ウーリー
- フランソワーズ・アフーリ：マリー・ダームス
- エヴァ：アヌーク・エーメ
- フォン・ラハリッツ：ジークフリート・シューレンベル
- オルニキーゼ大尉：シャルル・レニエ
- イヴァン・ペトロヴィッチ：サボ・バチ
- 黒いスカーフの使用人：センタ・バーガー